# إميليانو روماي
إميليانو روماي (بالإسبانية: Emiliano Romay)‏ هو لاعب كرة قدم أرجنتيني في مركز الهجوم، ولد في 25 فبراير 1977 في مار دل بلاتا في الأرجنتين. لعب مع بوكا جونيورز.

## وصلات خارجية
- إميليانو روماي على موقع الاتحاد الدولي (مؤرشف)  (الإنجليزية)
- إميليانو روماي على موقع قاعدة بيانات كرة القدم.إي يو (الإنجليزية)
- إميليانو روماي على موقع Soccerway.com (الإنجليزية)
- إميليانو روماي على موقع عالم كرة القدم.نت (الإنجليزية)